# Limnophora
Limnophora är ett släkte av tvåvingar. Limnophora ingår i familjen husflugor.

## Bildgalleri

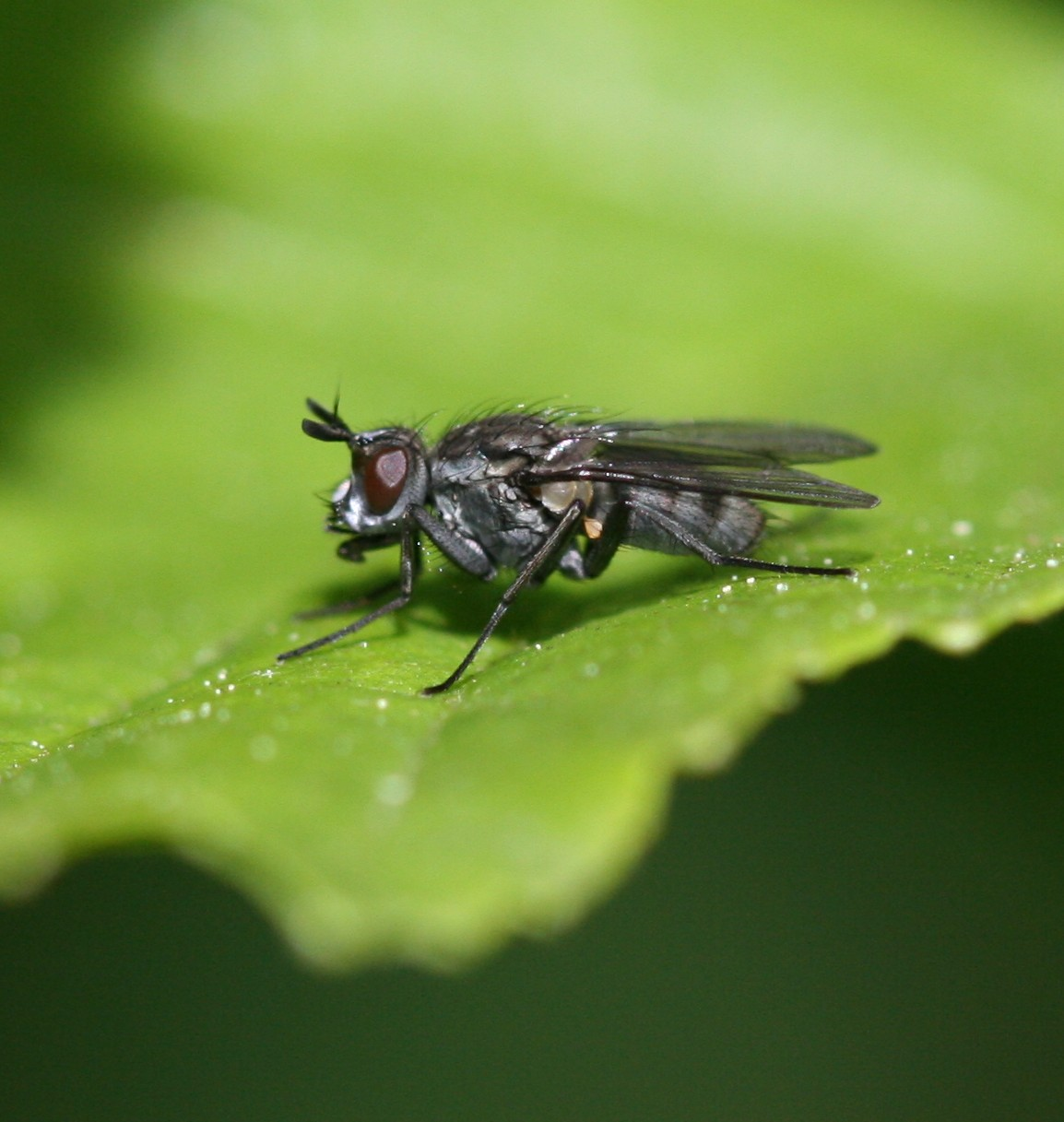
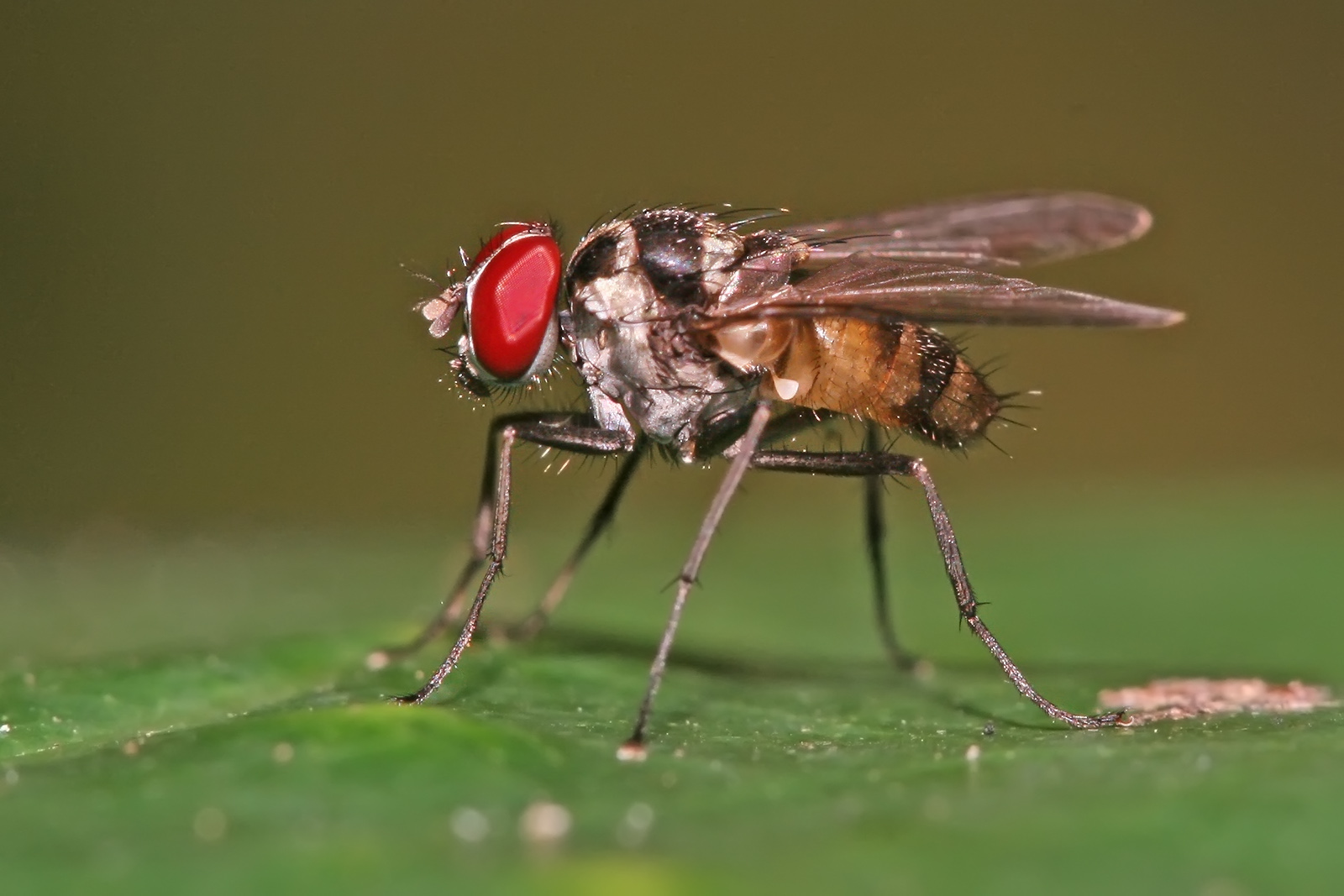
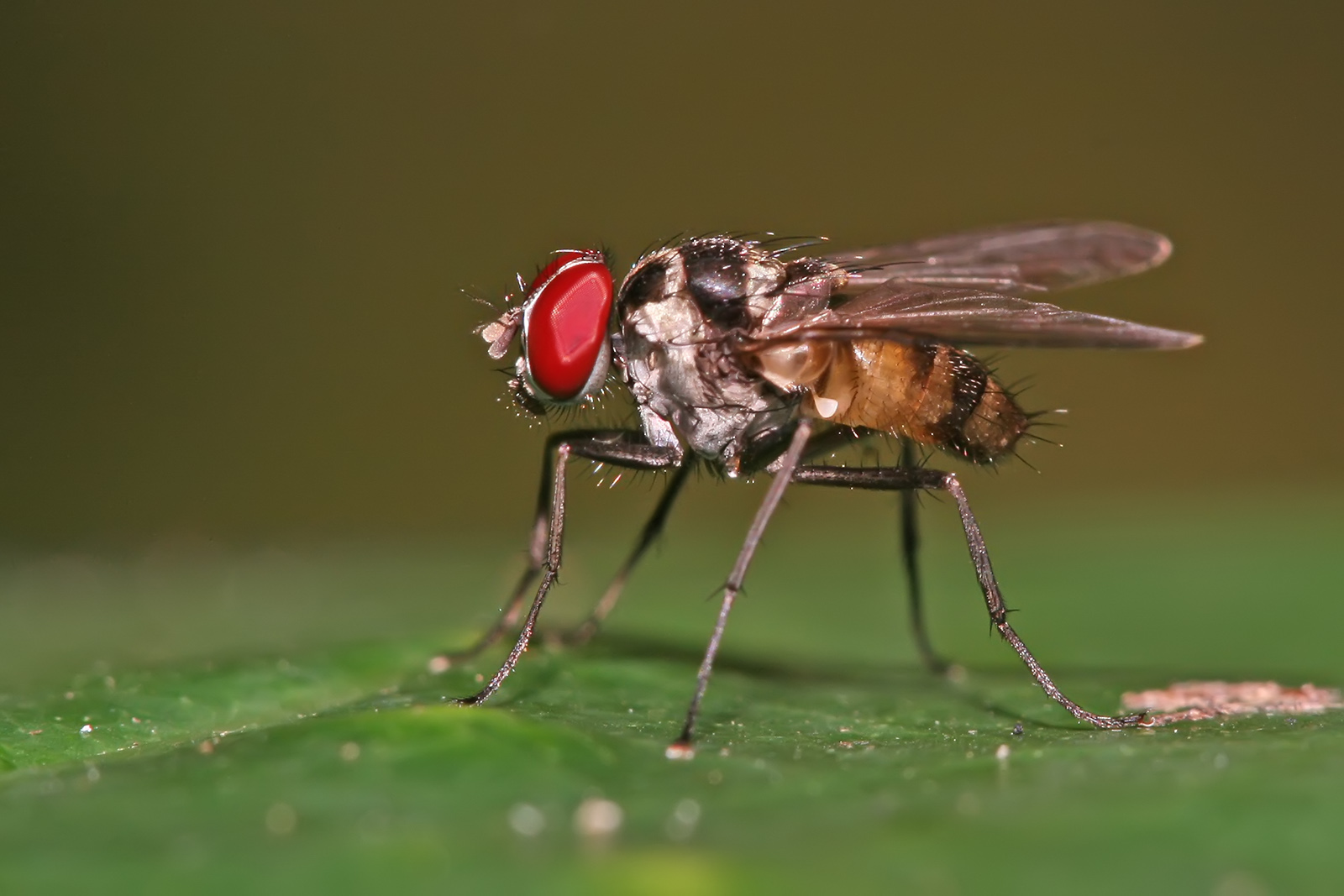

## Dottertaxa tillLimnophora, i alfabetisk ordning[1][2]
- Limnophora abyssinica
- Limnophora acrostichalis
- Limnophora aculeipes
- Limnophora aczeli
- Limnophora aethiopica
- Limnophora alacris
- Limnophora albimanus
- Limnophora albitarsis
- Limnophora albolinea
- Limnophora albonigra
- Limnophora amunicola
- Limnophora angustatifrons
- Limnophora angustibucca
- Limnophora angustigena
- Limnophora annandalei
- Limnophora apicalis
- Limnophora apiciseta
- Limnophora appropinquans
- Limnophora approximatinervis
- Limnophora aquula
- Limnophora argentata
- Limnophora argenticapitis
- Limnophora argentifrontalis
- Limnophora argentitriangula
- Limnophora argyrofrons
- Limnophora atra
- Limnophora atrifrons
- Limnophora atrithorax
- Limnophora aureoapicis
- Limnophora aurifacies
- Limnophora beckeri
- Limnophora bella
- Limnophora biprominens
- Limnophora bipunctata
- Limnophora boninensis
- Limnophora bougenvilliensis
- Limnophora bracteola
- Limnophora breviceps
- Limnophora brevihirta
- Limnophora breviventris
- Limnophora brunneicosta
- Limnophora brunneisquama
- Limnophora brunneitibia
- Limnophora brunnescens
- Limnophora bwambana
- Limnophora caduca
- Limnophora caesia
- Limnophora caesius
- Limnophora caledonica
- Limnophora capensis
- Limnophora capoverdica
- Limnophora carolina
- Limnophora cheesmanae
- Limnophora cheesmani
- Limnophora chimbuensis
- Limnophora cinerifulva
- Limnophora claripennis
- Limnophora conica
- Limnophora conversa
- Limnophora corvina
- Limnophora cubana
- Limnophora curvimedia
- Limnophora cyclocerca
- Limnophora cylindrica
- Limnophora daduhea
- Limnophora dauroensis
- Limnophora dichoptica
- Limnophora discreta
- Limnophora distans
- Limnophora divergens
- Limnophora dorsolineata
- Limnophora dubia
- Limnophora dybasi
- Limnophora efatensis
- Limnophora eilagensis
- Limnophora elegans
- Limnophora elgonica
- Limnophora elongata
- Limnophora emdeni
- Limnophora ephippium
- Limnophora eurymetopa
- Limnophora excisa
- Limnophora exigua
- Limnophora extincta
- Limnophora exul
- Limnophora exuta
- Limnophora fallax
- Limnophora fasciata
- Limnophora fasciolata
- Limnophora femorata
- Limnophora fenellae
- Limnophora flavibasis
- Limnophora flavifrons
- Limnophora flavitarsis
- Limnophora flavolateralis
- Limnophora formosa
- Limnophora furcicerca
- Limnophora fuscana
- Limnophora fuschbasis
- Limnophora fuscohalterata
- Limnophora garrula
- Limnophora geminimaculata
- Limnophora gilwensis
- Limnophora gilvifrons
- Limnophora glaucescens
- Limnophora gorokensis
- Limnophora gressitti
- Limnophora groenlandica
- Limnophora guadalcanalensis
- Limnophora guizhouensis
- Limnophora hagenensis
- Limnophora haha
- Limnophora helenae
- Limnophora henganfiensis
- Limnophora himalayensis
- Limnophora idiina
- Limnophora immaculiventris
- Limnophora incrassata
- Limnophora iniqua
- Limnophora innocua
- Limnophora interfrons
- Limnophora invada
- Limnophora irianensis
- Limnophora ismayi
- Limnophora kaindiensis
- Limnophora kamulaiensis
- Limnophora kanoi
- Limnophora kietensis
- Limnophora kinangopana
- Limnophora kokodensis
- Limnophora kuhlowi
- Limnophora kurahashii
- Limnophora kwapenai
- Limnophora laeta
- Limnophora lalibuensis
- Limnophora latevittata
- Limnophora latifemora
- Limnophora latifrons
- Limnophora latilamellata
- Limnophora latiorbitalis
- Limnophora latiseta
- Limnophora latitarsis
- Limnophora lealeaensis
- Limnophora leptosternita
- Limnophora limbata
- Limnophora lindneri
- Limnophora lispoides
- Limnophora longipalpis
- Limnophora longiseta
- Limnophora longispatula
- Limnophora lopesae
- Limnophora macronycha
- Limnophora maculosa
- Limnophora majuscula
- Limnophora malaisei
- Limnophora mallochi
- Limnophora mallochiana
- Limnophora marginata
- Limnophora marginipennis
- Limnophora marriotti
- Limnophora meadowsii
- Limnophora mediolinea
- Limnophora melanesiensis
- Limnophora melanota
- Limnophora mesolissa
- Limnophora mesovittata
- Limnophora minuscula
- Limnophora minutifallax
- Limnophora miranii
- Limnophora missimensis
- Limnophora montana
- Limnophora morobensis
- Limnophora multisetosa
- Limnophora myolensis
- Limnophora nana
- Limnophora narona
- Limnophora narranderae
- Limnophora natalensis
- Limnophora nigra
- Limnophora nigridorsata
- Limnophora nigrifrons
- Limnophora nigrilineata
- Limnophora nigriorbitalis
- Limnophora nigripennis
- Limnophora nigripes
- Limnophora nigritarsis
- Limnophora nigrithorax
- Limnophora nigropolita
- Limnophora nipa
- Limnophora nitidithorax
- Limnophora normata
- Limnophora novaeguinea
- Limnophora nudidorsata
- Limnophora nullstigma
- Limnophora obliquesignata
- Limnophora obscuricorpus
- Limnophora obscurisquama
- Limnophora obsignata
- Limnophora ochribasis
- Limnophora olympiae
- Limnophora opacifrons
- Limnophora orbitalis
- Limnophora owenii
- Limnophora oyoensis
- Limnophora pallifemorata
- Limnophora pallitarsis
- Limnophora pandellei
- Limnophora paneliusi
- Limnophora papuensis
- Limnophora paraleptopus
- Limnophora parallelifrons
- Limnophora parasimulans
- Limnophora parastylata
- Limnophora parviseta
- Limnophora pasuensis
- Limnophora patagonica
- Limnophora patellifera
- Limnophora patersoni
- Limnophora pendleburyi
- Limnophora perakensis
- Limnophora perfida
- Limnophora perfidodes
- Limnophora persica
- Limnophora pica
- Limnophora piliseta
- Limnophora platystoma
- Limnophora pluripila
- Limnophora pollinifrons
- Limnophora porteri
- Limnophora praeapicalis
- Limnophora procellaria
- Limnophora prominens
- Limnophora pseudolispoides
- Limnophora pseudospinipes
- Limnophora pubiseta
- Limnophora pulchriceps
- Limnophora pulleni
- Limnophora purgata
- Limnophora quadrata
- Limnophora quadrinotata
- Limnophora quadristriata
- Limnophora quaterna
- Limnophora recta
- Limnophora reventa
- Limnophora riparia
- Limnophora rossi
- Limnophora rotundata
- Limnophora ruficornis
- Limnophora rufimana
- Limnophora saeva
- Limnophora sagessa
- Limnophora sakurasii
- Limnophora saltuosa
- Limnophora scotti
- Limnophora screrchlensis
- Limnophora scrupulosa
- Limnophora sedlaceki
- Limnophora separanda
- Limnophora septentrionalis
- Limnophora setalis
- Limnophora setibunda
- Limnophora setifemora
- Limnophora setinerva
- Limnophora setinervoides
- Limnophora setitibia
- Limnophora setsukoae
- Limnophora shimai
- Limnophora simulans
- Limnophora sinsibaensis
- Limnophora sinuata
- Limnophora solomonensis
- Limnophora somereni
- Limnophora soror
- Limnophora spangleri
- Limnophora spenceri
- Limnophora spinata
- Limnophora spinifera
- Limnophora spoliata
- Limnophora spreta
- Limnophora sternopleuralis
- Limnophora stragula
- Limnophora strigata
- Limnophora stuckenbergi
- Limnophora subobsignata
- Limnophora subobsoleta
- Limnophora subplumosa
- Limnophora subpolita
- Limnophora subscrupulosa
- Limnophora suturalis
- Limnophora tadauchii
- Limnophora tambaensis
- Limnophora tapiniensis
- Limnophora tarigapensis
- Limnophora tenuiventris
- Limnophora tepunae
- Limnophora terrestris
- Limnophora tetragramma
- Limnophora thienemannae
- Limnophora thomasseti
- Limnophora thoracica
- Limnophora tigrina
- Limnophora tinctipennis
- Limnophora translucida
- Limnophora transvaalensis
- Limnophora transversalis
- Limnophora trapezigera
- Limnophora triangula
- Limnophora triangularis
- Limnophora triangulifrons
- Limnophora trigemina
- Limnophora umbra
- Limnophora uniseta
- Limnophora vanemdeni
- Limnophora wauensis
- Limnophora veniseta
- Limnophora vicaria
- Limnophora vicina
- Limnophora vietnamensis
- Limnophora wilhelmensis
- Limnophora virago
- Limnophora virgata
- Limnophora vittata
- Limnophora wittei
- Limnophora wonenarensis
- Limnophora vumbana
- Limnophora yulongxueshanna
- Limnophora yunnanensis
- Limnophora zebrina
- Limnophora zumpti